# Migliaccio (gastronomia campana)
Il migliaccio è un piatto semplice e gustoso della tradizionale cucina campana.
Nei comuni della Valle Caudina (divisa tra le province di Benevento e Avellino), il migliaccio è una specie di pastiera cotta al forno e rappresenta il piatto principe del martedì grasso (Carnevale), nelle varianti dolce e salata.

## Ingredienti
La ricetta originale di questo golosissimo dolce carnevalesco è a base di pochi e semplici ingredienti, tra cui il miglio, un cereale dalle molteplici proprietà, utilizzato anticamente nella cucina contadina povera partenopea, da cui prende appunto il nome migliaccio.  Mentre oggi, per la preparazione di questo dolce,  viene usato il semolino. Gli altri sono la ricotta, le uova, la scorza d'arancio e lo zucchero.
Alcune varianti prevedono invece l'essenza di fiori d'arancio e/o il rum.